# Paratyndaris cincta
Paratyndaris cincta är en skalbaggsart som först beskrevs av Horn 1885.  Paratyndaris cincta ingår i släktet Paratyndaris och familjen praktbaggar. Inga underarter finns listade i Catalogue of Life.